# Jean-Charles-Alexandre Sallandrouze de Lamornaix
Jean-Charles-Alexandre Sallandrouze de Lamornaix, né le 16 avril 1840 à Paris et mort le 18 septembre 1899 à Cherbourg, est un amiral français, chef d'état-major général de la Marine.

## Biographie

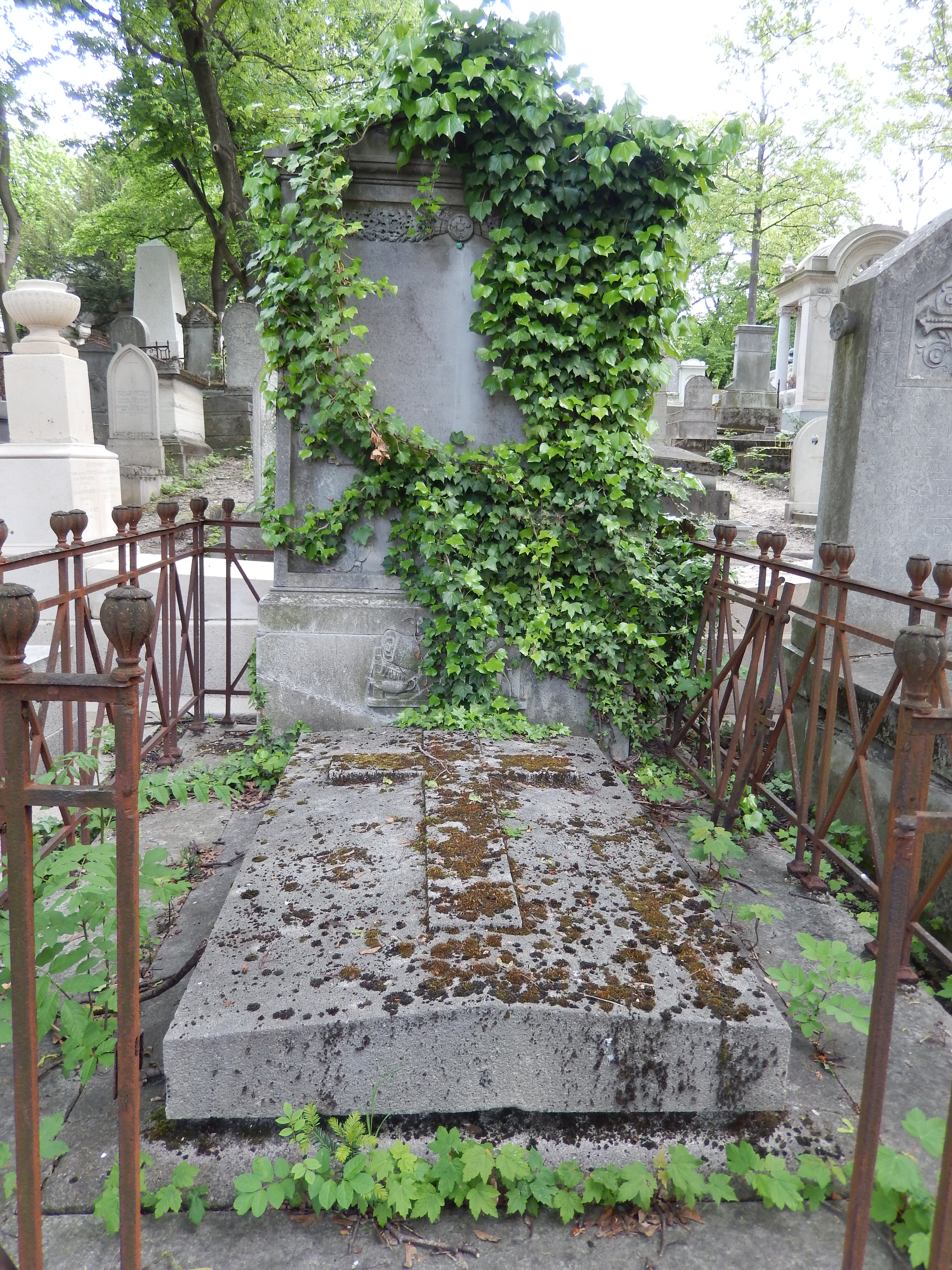
Tombe au cimetière du Père-Lachaise.

Jean-Charles de Lamornaix est le fils de Charles Sallandrouze de Lamornaix (1808-1867), industriel et homme politique creusois, et d'Octavie Estier. Sa fille Renée épousera le baron Gaston de Renty et sa fille Charlotte le fils de William Waddington et de Mary Alsop King.
Il entre à l'École navale en 1855 et est aspirant en 1857, enseigne de vaisseau en 1861, lieutenant de vaisseau en 1864, capitaine de frégate en 1875, affecté en 1877 sur le cuirassé Gauloise, il devient aide de camp du contre-amiral Lejeune en 1879 sur le cuirassé Provence. Le 22 novembre 1880, il est nommé commandant de l'aviso de station à hélice Hirondelle. Il est décoré Officier de la Légion d'honneur le 5 juillet 1882. Il est promu capitaine de vaisseau en 1884. 
Dès 1885, il prend résidence à Cherbourg et le 25 septembre il est nommé commandant de l'École navale établie sur le Borda en rade de Brest. En septembre 1889, il passe commandant du cuirassé Courbet en Méditerranée. Il est promu contre-amiral en 1890. Nommé chef d'état-major de l'amiral Charles Duperré et commandant en chef l'Escadre de Méditerranée sur le Formidable. Le 15 décembre 1891, il devient membre du Conseil des travaux de la Marine et de la Commission des phares. Le 11 juillet 1892, il est décoré Commandeur de la Légion d'honneur.
Le 1er avril 1893, il devient commandant en chef de la Division navale volante et d'instruction avec pavillon sur le croiseur Naïade. Finalement, il est promu vice-amiral et chef d'état-major général de la Marine en 1896. À ce titre, il fait partie de l'ambassade envoyée au couronnement du tsar Nicolas II. 
Directeur de Cabinet du Ministre de la Marine, l'amiral Armand Besnard jusqu'en juillet 1898, il devient membre du Conseil supérieur de la Marine et commandant en chef l'Escadre du Nord dès 1899 sur le cuirassé le Formidable, à bord duquel il meurt inopinément en rade de Cherbourg.

## Distinctions
Il est décoré commandeur de la Légion d'honneur, grand-croix de l'ordre de Sainte-Anne, de l'ordre de Saint-Stanislas, de l'ordre d'Aviz, de l'ordre du Christ du Portugal, de l'ordre du Médjidié, de l'ordre du Trésor sacré, de l'ordre de la Couronne de Siam.

## Vie familiale
Il épouse en 1875 Marie Hébert de La Grave, dont quatre enfants :
- Jean (°1878), marié à Savina de Saussine du Pont de Gault (sœur de Renée et Bertrand de Saussine)
- Renée  (°1880), mariée au baron Gaston de Renty
- Charlotte (°1882), mariée à Francis Richard Waddington (fils de William Waddington et de  Mary Alsop King)
- Marie-Magdeleine (°1885)

Il sera père nourricier de Léon Barnaud.

## Hommages
Un cargo de la Compagnie Maritime des Chargeurs Réunis est baptisé en son honneur.

### Sources
- Étienne Taillemite, Dictionnaire des marins français, Paris, éditions Tallandier, 2002, 573 p. (ISBN 2-84734-008-4)
- Georges Moreau, Revue universelle: recueil documentaire universel et illustré: Volume 9, 1899